# جول جمال
جول يوسف جمال (1932 - 1956) هو ضابط في سلاح البحرية من مدينة اللاذقية الساحلية في سوريا لأسرة مسيحية أرثوذكسية في الأول من أبريل عام 1932م وكان والده يعمل طبيباً بيطرياً وقد شارك في المقاومة ضد الاحتلال الفرنسي في سوريا. كان جول طالباً في كلية الآداب في الجامعة السورية عندما تركها في سبتمبر من عام 1953 ليرسل ضمن عشرة طلاب سوريين في بعثة عسكرية للالتحاق بالكلية البحرية في مصر وهكذا تحقق حلمه بأن يصبح ضابطاً في سلاح البحرية.
نال جول في مايو 1956 شهادة الكلية البحرية وكان ترتيبه الأول على الدفعة ليصير الملازم ثاني جول جمال، وفي شهر يوليو من العام نفسه فوجئ العالم كله بقرار الرئيس جمال عبد الناصر بتأميم شركة قناة السويس للملاحة كشركة مساهمة مصرية وبدأت بوادر عاصفة سياسية دبلوماسية غربية في الهبوب لتتحول إلى عاصفة حربية ضاربة سيناء قبل أن تعصف بمدن القناة ممثلة في العدوان الثُلاثي بقيادة إنجلترا وفرنسا وإسرائيل.
لم يرحل جول وبقية أفراد البعثة السورية من مصر بعد التخرج في تلك الفترة لأن مصر استوردت زوارق طوربيد حديثة وقد رأت الحكومة السورية في ذلك الوقت أن من الأفضل أن يتم تدريب ضباطها على تلك الزوارق الحديثة. 

## مقتله
في ليلة 4 نوفمبر كان جول جمال ضمن قوة من ثلاثة زوارق طوربيد مصرية بقيادة الصاغ بحري جلال الدين الدسوقي، حاولت هذه الزوارق مهاجمة عدد من القطع البحرية التابعة لقوة العدوان على بورسعيد فيما عرف باسم معركة البرلس البحرية لكنها لم تحقق إصابات وانسحبت وفي طريق عودتها هاجمتها أسراب الطائرات التي انطلقت من حاملات الطائرات لاعتراضهم ونجحت في إغراقهم جميعاً وكان جول جمال من ضمن الضحايا على هذه الزوارق.
عقب انتهاء الحرب صورت الدعاية المصرية معركة البرلس بأنها انتصار عسكري، نجحت فيها الزوارق المصرية بإغراق بارجة فرنسية ومدمرة إنجليزية، نُسب إلى جول جمال اندفاعه بزورق الطوربيد نحو البارجة الفرنسية جان بارت واصطدامه بها على طريقة الكاميكازي ونجاحه في إغراقها لكن البارجة لم تغرق كما لم تغرق أي قطعة بحرية فرنسية إنجليزية إسرائيلية طيلة الحرب وخرجت جان بارت من الخدمة في 1970.
أُنتِجَ فلم حول قصة جول جمّال باسم عمالقة البحار" الذي يظهر جول جمال مُرتبطاً بخطيبة له خلافاً للواقع، الأمر الذي أراده المخرج لإضافة جانب رومانسي على قصة مقتله. لكن حقيقة الأمر أن جول جمّال لم يكن مرتبطاً.
لُقِّب بسليمان حلبي القرن العشرين، إذ تتشارك الشخصيتان في أنهما تصديا للقوات الفرنسية وأنهما سوريان. وتُدرَّس قصته وقصة مواجهته للبارجة الحربية (جان بارت) في المناهج الدراسية المصرية.

## التكريم
كرّمته مصر وسوريا بأوسمة وبنياشين عديدة.
في وطنه سوريا ما زال السوريون يتذكّرونه وتجسّد ذلك في وداعهم لشقيقته دعد التي توفيت عام 2007 بعد صراع طويل من المرض.
في عام 1960 أُنتِج فلم مصري باسم «عمالقة البحار» بطولة أحمد مظهر وعبد المنعم إبراهيم ولأول مرة على شاشة السينما نادية لطفي ومثّل دور جول جمال شقيقه عادل. الفيلم من إخراج السيد بدير لكنَّه كان مليئاً بالمغالطات التاريخية خاصة بما يتعلق بجول. أيضاً يوجد شارع في الدقي باسم جول جمّال ويظن بعض سكانه أن جول كان يسكن في هذه المنطقة.
تخليداً له: سميت شوارع رئيسية في مدن عديدة باسمه مثل دمشق، اللاذقية، وغيرها وأُطلق اسمه على مدارس في سوريا، وحملت إحدى دورات الكلية الحربية اسمه ويوجد شارع باسم جول جمال بالمهندسين الجيزة في مصر، كما سمي شارع في مدينة رام الله في فلسطين باسمه، هناك أيضا شارع باسمه في الإسكندرية بمصر يطلق عليه شارع الشهيد جول جمّال.
مُنح براءة الوسام العسكري الأكبر من الحكومة، وبراءة النجمة العسكرية من جمال عبد الناصر، وبراءة الوشاح الأكبر من بطريرك إنطاكية، وسائر المشرق للروم الأرثوذكس بدمشق ووسام القديسين بطرس وبولس من درجة الوشاح الأكبر.
كرمته الجمعية الخيرية في بلدة المشتاية في حمص بتمثال جداري معلق في بهو الثانوية المسماة باسمه.